# Ан Тай-Ен
Ан Тай-Ен, в различных документах упоминается также как Ан Тай Ен, Ан Та-Ен, Ан Тхя Ен (1910 год, деревня Соколовка, Ольгинский уезд, Приморская область, Приморский край — декабрь 1989 года) — бригадир колхоза имени Димитрова Нижне-Чирчикского района Ташкентской области, Узбекская ССР. Герой Социалистического Труда (1951).

## Биография
Родился в 1910 году в крестьянской семье в селе Соколовка Приморского края (с 1918 — Красная Соколовка, в 1967 году вошла в состав современного посёлка Преображение).
В 1926 году окончил школу в селе Свободное. До 1930 года трудился в личном хозяйстве.
С 1930 года — колхозник колхоза «Северный маяк» Ольгинского района в селе Киевка. Потом трудился колхозником в колхозах «Ленинский маяк» Ольгинского района (1935—1936), «Интернационал» Ольгинского района (1936—1937).
В 1937 году депортирован в Ташкентскую область. Трудился колхозником, бригадиром, заготовителем в колхозе имени Димитрова Средне-Чирчикского района (1937—1957). В 1939 году вступил в ВКП(б).
В 1950 году звено Ан Тай-Ена собрало 116,2 центнера зеленцового стебля кенафа на участке площадью 19,9 гектаров. Указом Президиума Верховного Совета СССР от 22 мая 1951 года удостоен звания Героя Социалистического Труда с вручением ордена Ленина и золотой медали «Серп и Молот».
Скончался в декабре 1989 года. Похоронен на кладбище бывшего колхоза имени Димитрова (сегодня — Куйичирчикский район).
Награды
- Герой Социалистического Труда
- Орден Ленина
- Медаль «За доблестный труд в Великой Отечественной войне 1941—1945 гг.»
- Медаль «За трудовую доблесть»